# Ailuronyx seychellensis
Ailuronyx seychellensis (бронзовий гекон сейшельський) — вид геконоподібних ящірок родини геконових (Gekkonidae). Ендемік Сейшельських Островів.

## Опис
Сейшельський бронзовий гекон — великий гекон, середня довжина якого (без врахування хвоста) становить 116 мм. Він має кремезну будову тіла і короткі, міцні кінцівки. Шкіра має грубий вигляд і формує численні складки. Забарвлення переважно охристе, спина і голова поцятковані темними плямками.

## Поширення і екологія
Сейшельські бронзові гекони мешкають на островах Мае, Силует, Праслен, Арід, Ла-Діг, Фрегат, Норт-Казін і Саут-Казін в архіпелазі Сейшельських островів, а також спостерігалися на деяких інших островах. Вони живуть в тропічних лісах, на плантаціях і в садах, на висоті до 500 м над рівнем моря. Ведуть нічний, деревний спосіб диття. Живляться тарганами і метеликами. Самиці відкладають яйця.